# Imelda May
Imelda Mary Higham (født Imelda Mary Clabby, 10. juli 1974), kendt under kunstnernavnet Imelda May, er en irsk sanger, sangskriver og multiinstrumentalist. Hun er primært kendt som sanger, men spiller også bodhrán, guitar, basguitar og tamburin. Hun spiller særligt rockabillymusik, men hun er også blevet sammenlignet med kvindelige jazzsangere som Billie Holiday.
Hun er født og opvokset i The Liberties-området i Dublin. Hun begyndte sin musikalske karriere i en alder af 16 år, hvor hun optrådte med lokale bands og musikere. Hun dannede sit eget band i 2002 og udgav sit debutalbum, No Turning Back. Efter udgivelsen flyttede hun til London med sin daværende mand, guitaristen Darrel Higham.
Efter en optræden i BBC's musikprogram Later... with Jools Holland i 2008, udgav hun sit andet album, Love Tattoo (2009). Hun samarbejdede og turnerede med en række kunstnere efter udgivelsen. Hendes tredje album, Mayhem, blev udgivet i 2010 og det blev nomineret til Choice Music Prize. Hendes fjerde studiealbum, Tribal, udkom i 2014 og hendes femte album, Life Love Flesh Blood, i 2017. Den 16. april 2021 udkom hendes sjette studiealbum, 11 Past the Hour, der inkluderer en duet med Noel Gallagher og en duet med Ronnie Woods.

## Diskografi
- No Turning Back (2003)
- Love Tattoo (2008)
- Mayhem (2010)
- Tribal (2014)
- Life Love Flesh Blood (2017)
- 11 Past the Hour (2021)

## Hæder
| År   | Organisation       | Nmineret arbede | Pris               | Result    |
| ---- | ------------------ | --------------- | ------------------ | --------- |
| 2009 | 2009 Meteor Awards | Imelda May      | Best Irish Female  | Vundet    |
| 2010 | RTÉ Radio 1        | Mayhem          | Album of the Year  | Vundet    |
| 2011 | Choice Music Prize | Mayhem          | Choice Music Prize | Nomineret |